# Tsuchimikado Tennō
Tsuchimikado Tennō (土御門天皇?) (3 de enero de 1196-6 de noviembre de 1231) fue el 83.º emperador de Japón, según el orden tradicional de sucesión. Reinó entre los años 1198 y 1210. Antes de ser ascendido al Trono de Crisantemo, su nombre personal (imina) era Príncipe Imperial Tamehito (為仁親王 Tamehito-shinnō?).

## Genealogía
Fue primogénito de Go-Toba Tennō. Su madre fue Ariko (在子)(1171-1257), hija de Minamoto no Michichika. 
- Emperatriz (Chūgū): Ōinomikado (Fujiwara) ?? (大炊御門（藤原）麗子)
- Dama de honor: Tsuchimikado (Minamoto) ?? (土御門（源）通子)

- Primera hija: Princesa Haruko (春子女王)
- Segunda hija: Princesa Imperial ?? (覚子内親王)
- Tercer hijo: Príncipe Jinsuke (仁助法親王) (monje budista)
- Cuarto hijo: Príncipe Chikahito (静仁法親王) (monje budista)
- Sexto hijo: Príncipe Kunihito (邦仁王) (futuro Go-Saga Tennō)
- Quinta hija: Princesa Hideko (秀子女王)

## Biografía
En 1198, asumió el poder tras la abdicación del Emperador Go-Toba, quien continuó gobernando como emperador enclaustrado, ya que el Emperador Tsuchimikado apenas tenía dos años de edad. 
En 1210, cuando tenía catorce años, el Emperador Go-Toba lo persuade para que abdicara en favor de su hermano menor, quien se convertiría en el Emperador Juntoku.

## Kugyō
- Sesshō: Konoe Motomichi (1160-1233)[4]
- Sesshō: Kujō Yoshitsune (1169-1206)[4]
- Daijō Daijin: Kujō Yoshitsune
- Sadaijin:
- Udaijin:
- Nadaijin:
- Dainagon:

## Eras
- Kenkyū (1190-1199)
- Shōji (1199-1201)
- Kennin (1201-1204)
- Genkyū (1204-1206)
- Ken'ei (1206-1207)
- Jōgen (1207-1211)